# Tenis ziemny na Miniigrzyskach Pacyfiku 2022
Tenis ziemny na Miniigrzyskach Pacyfiku 2022 – turniej tenisowy, który był rozgrywany w dniach 16–24 czerwca 2022 roku podczas miniigrzysk Pacyfiku w Saipan. Zawodnicy zmagali się na obiektach American Memorial Park. Sportowcy rywalizowali w siedmiu konkurencjach: singlu, deblu i grze drużynowej mężczyzn oraz kobiet, a także mikście.

## Medaliści
Poczet medalistów zawodów tenisowych podczas Miniigrzysk Pacyfiku 2022.
| Konkurencja             | Złoty medal                                                      | Srebrny medal                                            | Brązowy medal                                                    |
| gra pojedyncza kobiet   | Violet Apisah                                                    | Abigail Tere-Apisah                                      | Saoirse Breen                                                    |
| gra pojedyncza mężczyzn | Colin Sinclair                                                   | Matthew Stubbings                                        | William O’Connell                                                |
| gra podwójna kobiet     | Patricia Apisah Violet Apisah                                    | Ruby Coffin Saoirse Breen                                | Ana Tamanika Ela Vakaukamea                                      |
| gra podwójna mężczyzn   | Colin Sinclair Robert Schorr                                     | Aymeric Mara Clement Mainguy                             | Aarman Sachdev Camden Camacho                                    |
| gra mieszana            | Violet Apisah Matthew Stubbings                                  | Saoirse Breen William O’Connell                          | Isabel Heras Colin Sinclair                                      |
| gra drużynowa kobiet    | Abigail Tere-Apisah Patricia Apisah Violet Apisah                | Grace Debalevu Ruby Coffin Saoirse Breen                 | Ana Tamanika Ela Vakaukamea Peata Fatai                          |
| gra drużynowa mężczyzn  | Bobby James Aguon Cruz Colin Ramsey Colin Sinclair Robert Schorr | Aymeric Mara Clement Mainguy Noah Molbaleh Zachary Sands | Gillian Osmont Heimanarii Lai San Reynald Taaroa Robert Chonvant |

### Tabela medalowa
Klasyfikacja medalowa zawodów tenisowych podczas Miniigrzysk Pacyfiku 2022.
| Miejsce | Państwo             | Złoto | Srebro | Brąz | Razem |
| ------- | ------------------- | ----- | ------ | ---- | ----- |
| 1.      | Papua-Nowa Gwinea   | 4     | 2      | 0    | 6     |
| 2.      | Mariany Północne    | 3     | 0      | 1    | 4     |
| 3.      | Fidżi               | 0     | 3      | 2    | 5     |
| 4.      | Vanuatu             | 0     | 2      | 0    | 2     |
| 5.      | Tonga               | 0     | 0      | 2    | 2     |
| 6.      | Guam                | 0     | 0      | 1    | 1     |
| 6.      | Polinezja Francuska | 0     | 0      | 1    | 1     |
|         | Razem               | 7     | 7      | 7    | 21    |